# Sonic hedgehog
El homólogo Sonic hedgehog (SHH) es una de las tres proteínas de la familia hedgehog. SHH es el ligando mejor estudiado de la vía de señalización hedgehog. Juega un papel esencial en la regulación de la organogénesis de los vertebrados, como el crecimiento de las falanges de las extremidades y la organización del cerebro. Sonic hedgehog es un ejemplo canónico de un morfógeno tal como fue definido por el modelo de la bandera francesa de Lewis Wolpert: una molécula que difunde para formar un gradiente de concentración y tiene diferentes efectos en las células del embrión en desarrollo dependiendo de su concentración. SHH sigue siendo importante en el adulto, controlando la división celular de células madre adultas y está implicado en el desarrollo de ciertos cánceres.

## Familia Hedgehog
El gen Drosophila hedgehog fue bautizado de tal forma puesto que su pérdida de función causa un fenotipo cubierto por dentículos puntiagudos en las moscas de las frutas, similares a las de un erizo. Este gen tiene tres homólogos en vertebrados. Los dos primeros, Desert hedgehog (Dhh), e Indian hedgehog (Ihh), fueron nombrados según especies de erizos existentes. Dhh se expresa en las células de Sertoli en los testículos, e Ihh se expresa a su vez en el cartílago y es importante para el crecimiento de hueso postnatal. Sonic hedgehog (Shh), nombrado en honor al personaje de videojuegos de Sega, es el homólogo de hedgehog en vertebrados con mayor número de funciones, principalmente en el desarrollo embrionario. Las proteínas de la familia hedgehog son factores paracrinos con actividades morfogenicas. En el embrión inducen la diferenciación celular y generan barreras entre tejidos. Para que una proteína hedgehog sea funcional debe estar acoplada a una molécula de colesterol. Esta unión tiene como resultado adicional una mayor capacidad de difusión entre tejidos.

## Funciones

### Neurulación
Shh es esencial para la formación del tubo neural en humanos y otros vertebrados, junto con genes como Pax3 y openbrain.
El tubo neural debe polarizarse dorso-ventralmente para dar origen a dos tipos de neuronas: por un lado las neuronas espinales, que reciben señales de las neuronas sensoriales, situadas en la parte dorsal, y por otro lado las neuronas motrices situadas en la parte ventral. El patrón ventral está determinado por la secreción de la proteína sonic hedgehog en el notocordio. A su vez, el patrón dorsal está determinado por la secreción en el ectodermo de proteínas de la familia TGF-β como BMP4, BMP7, BMP5, Dorsalin y Activin. Los gradientes formados por estos factores paracrinos determinan la identidad de las células del tubo: dorsalmente se forma la placa del techo y ventralmente la placa del piso. La importancia de la secreción de la proteína sonic hedgehog por el notocordio puede ser demostrada por el trasplante de este último, a los lados del tubo neural. Las células del tubo neural adyacentes al notocordio trasplantado, toman la identidad de las células de la placa del piso. Adicionalmente, la expresión de Sonic hedgehog en la placa del piso juega un papel importante en la atracción de las neuronas comisurales a la línea media ventral.

### Especificación de las neuronas motrices
Para que la especificación de las neuronas motrices se lleve a cabo se tienen que dar dos procesos. El primero es regulado por la secreción de Sonic hedgehog en el notocordio, y consiste en la especificación de las neuronas del margen ventrolateral en neuronas ventrales. El segundo paso, regulado igualmente por la secreción de Shh, esta vez en la placa del piso del tubo neural, indica a las neuronas ventrales que se conviertan en neuronas motrices, y no en interneuronas. Shh puede por lo tanto inducir a células madre neurales obtenidas mediante clonaje terapéutico, a diferenciarse en células madre neurales ventrales.

### Crecimiento cerebral
Alteraciones en el gen Shh, junto con genes como ASPM, NCAM y microcephalin, pueden afectar el crecimiento del cerebro en humanos y otros vertebrados causando microcefalia, ya que se expresan en zonas donde ocurre la neurogénesis. Estos genes han sido seleccionados positivamente durante la evolución de los humanos, dando como resultados mayor crecimiento del cerebro en comparación a otros primates como chimpancés, orangutanes y gorilas.

### Apoptosis
El fenómeno de muerte celular programada, apoptosis, está mediado por proteasas llamadas caspasas. Estas digieren la célula desde el interior, cortando proteínas celulares y fragmentando el ADN. En el tubo neural del pollo, la proteína receptora de hedgehog Patched, activa las caspasas. La unión de sonic heghog suprime patched y por lo tanto las caspasas no se activan, inhibiendo así el proceso de apoptosis. Receptores dependientes como patched previenen la formación de células neurales fuera de los tejidos indicados, y la ausencia de dichos receptores está asociada a cánceres.

### Desarrollo de los dientes
El nudo de enamel, constituye el centro de señalización de los dientes. Su formación es inducida en el epitelio por la mesenquima derivada de la cresta neural. Este nudo secreta una gran variedad de factores paracrinos, entre los cuales están Shh, BMP2, BMP4, BMP7, y FGF4. Shh y FGF4 inducen la proliferación de las células para formar las cúspides. Los BMPs se autorregulan, y regulan la producción de sus inhibidores generando un efecto de bloqueo en la proliferación epitelial. Shh y los FGFs tienen una actividad inhibitoria sobre los BMPs. El patrón de actividad localizada de estos factores, genera la gran diversidad de formas y cambios en los dientes de diferentes especies.

### Determinación del eje derecha-izquierda
Durante el desarrollo del pollo, Shh y chordin se expresan de manera localizada en la parte anterior de la banda primitiva y en el nódulo de hensen. Cuando la banda primitiva alcanza su máxima longitud, Shh deja de expresarse en el lado derecho del embrión inhibido por la expresión de Activin B, quién a su vez activa la expresión de FGF8. En el lado izquierdo del embrión Shh activa la expresión de Caronte, quien se encarga de inhibir a bmp, que se encontraba inhibiendo a nodal y lefty-2, por lo tanto estos se van a expresar del lado izquierdo, permitiendo la expresión del gen pitx-2 e inhibiendo la expresión del gen snail (función de nodal y lefty-2).Este proceso determina la formación del eje derecha-izquierda.

### Osificación endocondral
La osificación endocondral, un proceso que se da en la columna, costillas, pelvis y extremidades, involucra la formación de tejido cartilaginoso a partir e células mesenquimales y el posterior reemplazo del cartílago por hueso. Sonic hedgehog genera la diferenciación de células mesenquimales en células cartilaginosas, mediante la inducción de la expresión de Pax1 en las células esclerotomales adyacentes.

### Desarrollo de extremidades
Durante la formación de las extremidades, una zona específica del mesodermo determina la identidad antero-posterior de la extremidad: la zona de actividad polarizante (ZPA). Esta zona está determinada por la expresión de Shh. Los factores de trascripción dHAND, Hoxd12 y Hoxb8 operan conjuntamente para activar la expresión de Shh y limitarla a la mesénquima posterior. Las células de la ZPA donde se secreta Shh, no sufren apoptosis como las células de la cresta ectodérmica apical (AER), otra zona importante en la determinación de la identidad de la extremidad, sino que pasan a formar el hueso, la piel y el músculo de la extremidad. En embriones normales, el gen Shh es activado por los FGFs presentes en el cogollo de la pierna, mientras que los genes de FGF en la AER son activados por Shh. La proteína Shh, induce a Gremlin, un inhibidor de BMPs, previniendo así que los BMPs inhiban los FGFs de la AER. Esto quiere decir, que una vez se han establecido la ZPA y la AER, estos genes se soportan mutuamente. La retroalimentación positiva generada, se detiene una vez que las células de la ZPA forman una barrera entre las células que secretan Shh y las que secretan Gremlin para mantener la AER. Actuando típicamente como un morfógeno, Shh puede determinar la identidad de los dedos que se forman en la extremidad, dependiendo de su concentración y tiempo de expresión en cada dedo El trasplante de la ZPA, o de células que secretan Shh al margen anterior del cogollo de la extremidad en formación conlleva a la formación de un patrón simétrico de expresión de Hoxd, y una duplicación simétrica en el número de dedos. En la extremidad amputada de una salamandra, shh se expresa en el blastema, al igual que se expresaba en la formación de la extremidad.

### Desarrollo del intestino
El intestino sufre un proceso de especialización regional durante el desarrollo del pollo. Los límites entre regiones están dados por la interacción con el mesodermo. Cuando el tubo intestinal empieza a formarse en los extremos anterior y posterior, induce la especialización regional del mesodermo esplácnico, donde Shh está involucrado. En las etapas más tempranas del desarrollo la expresión de Shh está limitada al intestino posterior y a la faringe. A medida que el tubo intestinal se extiende hacia el centro del embrión, el área de expresión de Shh se extiende de igual manera. Su expresión desigual a través de todo el tubo delimita las zonas del mesodermo que rodea el intestino.

### Determinación del esclerotoma
La especialización de los somitas se lleva a cabo por la interacción entre varios tejidos. La parte ventral media del somita, es inducida a diferenciarse en esclerotoma por factor paracrinos entre los cuales se destaca Sonic hedgehog. Este es secretado por el notocordio y la placa del piso del tubo neural. El esclerotoma dará origen posteriormente a partes de la columna vertebral y la mayoría del cráneo.

### Desarrollo del páncreas
Mientras que la presencia de células cardíacas induce la formación del hígado, la presencia de células del notocordio la previene. El caso contrario se da durante el desarrollo del páncreas. La presencia del notocordio y la ausencia del corazón generan la formación del páncreas a partir del intestino. Esta activación se da porque el notocordio inhibe de la expresión de Shh en el endodermo. Shh se expresa a lo largo de todo el endodermo intestinal, excepto en la región del páncreas. El notocordio secreta FGF2 y activin que inhiben a shh. Si se induce la expresión de shh experimentalmente, la formación del páncreas no se da y el tejido sigue siendo tejido intestinal.

### Desarrollo de ojos
La formación de dos ojos bilaterales a partir del ojo central primordial, depende de la expresión de Shh. Éste tiene una acción antagónica al gen Pax6. De ser inhibido Shh, el ojo central no se separa resultando en la condición conocida como ciclopía: un único ojo ubicado generalmente bajo la nariz. Por el contrario una sobreexpresión de Shh suprime demasiado a Pax6, impidiendo la formación de los ojos. Este es el fenómeno que lleva al arresto de la formación de los ojos en las poblaciones troglófilas de Astayanax mexicanum.

### Desarrollo de plumas y escamas
Las plumas al igual que el pelo y escamas son apéndices cutáneos formados por la interacción epitelio mesénquima entre la epidermis y el mesodermo dermal. 
Algunas de las proteínas paracrinas encargadas de inducir ciertas células y crear barreras entre tejidos.
Shh y BMP2 se expresan durante la formación de las escamas en reptiles y de las plumas aves. El cambio que pudo haber dado origen a las plumas a partir de un ancestro reptil con escamas, es la localización de la expresión de Shh y BMP2 en la parte distal de la estructura, estimulando así la proliferación de células mesenquimales en el eje vertical de la pluma, para formar el raquis.
Hay tres niveles de ramificación en plumas: Del raquis a barbas, de barbas a bárbulas y de bárbulas a ganchos. En una posición más distal a lo largo del folículo, el epitelio de la cresta de la barba prolifera y se diferencia para formar las placas marginales, placas de las bárbulas y las placas axiales. Las placas de las barbas formarán las barbas mientras que las placas axial y marginal se convertirán en los espacios entre las estructuras de la pluma.
Sonic Hedgehog (Shh) y BMP poseen interacciones complejas en la formación de las plumas. BMP4 posee una interacción antagonista con noggin, donde BMP4 posee un rol crítico en la ramificación de la pluma gracias a que promueve la formación del raquis y fusión de barbas mientras que noggin mejora la ramificación del raquis y de la barba. Shh induce apoptosis en la placa marginal la cual termina en los espacios entre las barbas.
Shh y BMP2 interactúan de forma antagonista en la morfogénesis de la cresta de la barba, donde Shh es el que activa y promueve su propia transcripción mientras que BMP2 inhibe y regula la expresión de Shh. En plumas penaceas se ha visto la importancia de esta interacción en señalización entre Shh y BMP2, donde un gradiente de señalización dorso ventral es importante para la formación de la cresta de la barba (forma helicoidal) y formación del raquis.

### Metamorfosis en ranas
Durante la metamorfosis de las ranas, el intestino de los renacuajos adaptado a una dieta herbívora, debe acortarse para adaptarse a una dieta carnívora. La absorción de las células en exceso y la reprogramación de las células restantes está mediada por la acción de la metaloproteinasa stromelysin-3 y por la transcripción de BMP4 y Shh.